# Poniatów (województwo mazowieckie)
Poniatów – osada leśna w Polsce położona w województwie mazowieckim, w powiecie legionowskim, w gminie Wieliszew.
W latach 1975–1998 miejscowość administracyjnie należała do województwa warszawskiego.
W Poniatowie mieściły się przed II wojną światową Zakłady Przemysłowe „Podkowa" S.A., w których w 1939 roku produkowano motocykle Podkowa 98.
W czasie kampanii wrześniowej stacjonował tu IV/1 dywizjon myśliwski Brygady Pościgowej oraz 152 Eskadra Myśliwska i znajdowało się Lotnisko polowe Poniatów.
Wierni Kościoła rzymskokatolickiego należą do parafii św. Jana Marii Vianneya w Skrzeszewie.